# Lapara coniferarum
Espèce
Lapara coniferarum est une espèce d'insectes lépidoptères (papillons) de la famille des Sphingidae, de la sous-famille des Sphinginae, de la tribu des Sphingini et du genre Lapara.

## Description
L'envergure des ailes varie de 50 à 57 mm. La face dorsale de l'aile antérieure est grise avec deux ou trois bandes noires dans le milieu de l'aile contrairement à Lapara bombycoides (espèce type du genre Lapara) les autres marquages sont vagues.

## Répartition et habitat
L'espèce est connue au Canada, en Nouvelle-Écosse, et aux États-Unis, du Maine jusqu'au Sud de la Floride, et, à l'ouest, de l'Indiana à la Louisiane.
Lapara coniferarum se rencontre dans les forêts de conifères et les forêts de conifères mixtes.

## Biologie
Les chenilles se nourrissent sur diverses espèces de pins, dont Pinus taeda et Pinus pinaster

## Systématique
L'espèce a été décrite par le naturaliste James Edward Smith en 1797 sous le nom initial de Sphinx coniferarum
- La localité type est la Géorgie.

### Synonymie
- Sphinx coniferarum J.E. Smith, 1797 protonyme
- Sphinx cana Martyn, 1797[3]
- Sphinx halicarnie Strecker, 1880[4]